# 卡尔·萨根
卡爾·愛德華·薩根（英語：Carl Edward Sagan，1934年11月9日—1996年12月20日），美国天文学家、行星科學家、科幻小說家与科普作家，亦是行星學會的成立者。薩根收集了發送到太空的第一批物理信息：旅行者金唱片。薩根提出了至今公認的假說指出金星表面的高溫歸因於溫室效應。
薩根發表了600多篇論文和文章，並且是20多本書的作者，合著者或編輯。1980年的电视系列节目《宇宙：个人游记》在60個國家中至少有5億人觀看過，是美國公共電視台上收視率最高的系列節目（1990年被《The Civil War》剧集超过）。配套发行的同名书籍成为纽约时报畅销书籍第一名70周，也是英国最畅销的科普书籍之一。
薩根提倡怀疑精神和科学方法，是研究天文生物學的先驱，主张积极搜寻地外文明。他在康奈爾大學擔任天文學教授，成为行星科學實驗室的領導人物。
小行星2709和火星上的一個撞擊坑是以他的名字命名。

## 科学研究与科普作品
萨根担任行星研究专业刊物《伊卡洛斯（Icarus）》的技术总监和编辑达12年。
生病期间撰写的《魔鬼出没的世界（The Demon-Haunted World）》是分析批判伪科学的科普作品。
他著有著名的科幻小说《接触（Contact）》，1997年羅拔·湛米基斯以小说为蓝本拍摄了同名的电影，并获得1998年雨果奖。
科普著作《伊甸园的龙——人类智力演化的推测（The Dragons of Eden: Speculations on the Evolution of human Intelligence）》获得普利策奖。
《預約新宇宙:為人類尋找新天地（Pale Blue Dot: A Vision of the Human Future in Space）》被纽约时报评选为1995年最值得注意的书籍之一，有声书则获得格莱美奖提名，并被出版者周刊评选为两本年度最佳有声书之一。
他是《无人曾想过的道路——核冬天和武器竞赛的终结（A Path Where No Man Thought: Nuclear Winter and the End of the Arms Race）》的合著者，综合阐述了核冬天现象。
《布鲁卡的脑——对科学妄想的批判（Broca's Brain: Reflections on the Romance of Science）》、《彗星（Comet）》等科普书籍也有很大的影响力。

## 生活背景

### 幼年家庭
萨根在纽约市布鲁克林区的一个俄罗斯移民的犹太家庭出生。他的父亲萨姆·萨根是一家制衣厂的裁衣工，而他的母亲雷切尔·莫利·格鲁伯是一位家庭妇女。萨根的名“Carl”来自雷切尔的生母Chaiya Clara。
尽管在这样看来没有什么文化氛围的家庭出生，萨根小时候还是受到了良好的科学教育。
在1939年的时候，父母曾将卡尔带去参观纽约世界博览会，并给年轻的卡尔留下了深刻的印象。不仅如此，父母还让卡尔了解到，既要具有怀疑精神，又要保持求知欲望。
幼年的家庭环境在一定程度上使得萨根拥有了良好的科学素养。

### 婚姻
萨根一共结婚三次：第一次是1957年与著名生物学家琳·马古利斯（生多里昂·萨根和杰里米·萨根），1968年与艺术家琳达·萨尔茨曼（生尼克·萨根），1981年与作家安·德鲁彦（生萨沙和萨姆）。

### 大麻使用
萨根还使用大麻。虽然他从来没有公开承认，但在一本1971年的书Marihuana Reconsidered中，用“X先生”的匿名写了一篇有关文章，提到大麻激发了他很多工作的灵感。萨根去世后，该书的编辑者把此事告诉了萨根的传记作家，1999年出版的传记由此激起了媒体注意。

## 教育和科学生涯
萨根1951年从新泽西的Rahway高中毕业，来到芝加哥大学。他在那里加入了赖尔森天文学社，获得艺术本科学位（1954年）、物理学本科（1955年）和硕士学位（1956年），以及天文学和天体物理学博士学位（1960年）。
在本科期间，萨根曾在遗传学家赫尔曼·约瑟夫·马勒的实验室工作过。
1960至1962年，在加州大学伯克利分校任米勒研究员（Miller Fellow）。1962年至1968年，在马萨诸塞州剑桥的史密松天文物理台工作。1968年后，萨根结束了在哈佛大学的研究和讲学，迁移到纽约州的康奈尔大学。1971年成为终身教授，领导行星研究实验室。1972年至1981年，萨根是康奈尔大学无线电物理学和空间科学研究中心副主任。1968年至1979年還是行星科學期刊伊卡洛斯的總編輯。
萨根从一开始就参与了美国的太空计划。50年代起他就成为美国航空航天局的顾问，其中一项工作是在阿波罗项目的宇航员飞往月球之前向其提供任务简报。
萨根对许多探索太阳系的航天器项目都有贡献，如为探险队安排实验。
他构思了一个向太阳系外发射携带通用信息的航天器的想法，希望地外智慧生命能够收到并解读人类发出的通用信息。他在1972年发射的太空探测器先锋10号上安装了一块金质的蚀刻铭牌。次年发射的先锋11号上也携带了一块同样的复制品。之后他不断改进，1977年发射的旅行者号上携带的是一张旅行者金唱片。
萨根还经常质疑用于航天飞机和空间站的拨款，认为为这些项目牺牲了其他航天机器的发展。
1980年他和Bruce Murray，Louis Friedman在加州帕薩迪納成立行星學會推動行星科學與天文生物學研究。
萨根在康奈尔大学教授批判思维的课程，每年有数百名学生申请这门课程，但最终每学期只能有20人左右能够听课。1996年，萨根因罹患骨髓增生异常综合征並最終因肺炎逝世后，这门课程随即中止，2000年时由耶范特·特奇安（Yervant Terzian）博士恢复。

## 科学成就
卡尔·萨根的主要贡献在于对金星表面高温的研究。在60年代初期，无人确知行星表面的基本情况，萨根列举出了所有的可能情况，并在时代-生活出版社出版的《行星》一书中进行了详述。他认为金星不像人们想象的那样是怡人的天堂，反倒是干燥而高温的。他研究了金星散发的无线电波，断定其表面温度为500 °C。作为美国航空航天局火箭技术试验室的访问学者，萨根参与了考察金星的“水手一号”项目的设计和管理。1962年的水手二号确认了他对金星表面情况的论断。
萨根首次提出土星的卫星泰坦（土衛六）表面有液态有机物和木星的卫星欧罗巴（木衛二）地下有海洋的猜想。于是欧罗巴被认为可能适合生命居住。之后伽利略号航天器间接确认欧罗巴地表下有水。
萨根协助破解了泰坦红霾的谜团，指出红霾的成因是不断有复杂有机分子降落在卫星泰坦的表面。
他还研究了金星和木星如火星一般四季交替的大气。他证实金星的大气温度和气压都很高。他觉察到人类活动可能因为温室效应正导致全球暖化的危险，将之与金星上自然形成高温、不适宜生命的环境做类比。
萨根与康奈尔的同事埃德温·萨尔皮特推测木星存在生命，靠富含有机分子的行星大气生存。
大多数人猜测火星表面的颜色变化是由季节或植物引起，萨根在研究之后断定原因是行星表面的沙尘暴。
萨根最知名的还是对地外生命的研究，包括在辐射条件下由基本的化学物质产生氨基酸的试验。

## 榮譽
1994年他因为“对将科学用于公共福利事业的卓越贡献”而获得国家科学院的最高奖项：公共福利奖。
此外，他获得美国航空航天局的特殊科学成就和卓越公众服务奖及阿波罗成就奖（Apollo Achievement Award），美國太空航行学会（American Astronautical Society）John F. Astronautics獎、天文协会（Astronomical Society）馬瑟斯基獎、苏联太空人联盟（Soviet Cosmonauts Federation）康斯坦丁·齊奧爾科夫斯基奖及二十二个国家所授予的荣誉学位。

### 外国勋章奖章
- 圣雅各之剑大十字勋章（葡萄牙语：Ordem Militar de Sant'Iago da Espada）（葡萄牙，1998年11月23日公布[11]）

## 科学观点
1970年代初期，萨根首次出现在《今夜秀》（The Tonight Show）节目，和John Carson介绍天文的奇观和理论以及关于生命的起源给数百万观众。
萨根有时候被称为“有知识的苍蝇”，科学界的同行轻视他，认为他所做的太过夸耀而没有足够内涵。而萨根认为科学发展依赖大众的金钱，假如公众不了解科学，要如何去支持它。
萨根是搜寻地外生命的积极支持者。他强烈要求科学团体监控地外无线电信号，分析智慧生命特征。在他的努力下，1982年《科学》杂志上发表了SETI项目的请愿宣传，包括7名诺贝尔奖得主在内的70名科学家签字支持，使得这个备受争议的领域获得了社会的认可。
萨根帮助法蘭克·德雷克博士设计了阿雷西波无线电波讯号，1974年11月16日通过阿雷西波无线电波望远镜向外太空（M13星团，距地球約2.5萬光年）发射，期望向地外生命提供地球的信息（二進位的電波）。
在冷战高峰时期，萨根建立气象模型说明全球核战可能导致地球生态失衡，和其他科学家一起提出了“核冬天”的假说。
萨根在晚年主张建立组织搜索对可能撞击地球的近地天体。有人建议使用核武器改变近地天体的轨迹以防止其撞击地球，萨根则指出人类将面临的两难境地：如果有能力让小行星远离地球，我们也有能力让它们偏向地球——毁灭性的末日武器对人类而言本身就是一种可怕的邪恶力量。
薩根曾提出過一段話，就是「超乎平凡的主張要有超乎充裕的證據」（extraordinary claims require extraordinary evidence），這段話後來被稱作薩根標準。

## 教育背景
艾萨克·阿西莫夫說生平只遇過兩個人比他更為聰明，薩根是其中之一，另一個則是電腦科學家马文·闵斯基。

## 萨根与不明飞行物及外星人
萨根在《魔鬼出没的世界》一书中，用了大量的篇幅来描写大众对不明飞行物与外星人的狂热。
萨根认为，对于这一类没有明确证据的事物，不存在相信与否的问题，一切的推测与结论都应基于事实证据。
他在本书中提到，经常被问起“你相信有外星智慧吗”之类的问题，而他的回答都是，宇宙中存在大量的生命分子，如果没有才令人惊讶。尽管如此，却仍然被追问到底是相信与否。
卡爾·薩根批評艾利希·馮·丹尼肯的著作、觀點及說法讓許多人信以為真，誤人子弟。

## 获奖列表
- Apollo Achievement Award - NASA
- Chicken Little Award Honorable Mention - 1991 - National Anxiety Center; a dubious achievement award from an organization which is skeptical about many pessimistic appraisals of the state of the environment
- NASA Distinguished Public Service Medal
- 艾美奖 - Outstanding individual achievement - 1981 - PBS series Cosmos
- 艾美奖 - Outstanding Informational Series - 1981 - PBS series Cosmos
- NASA Exceptional Achievement Medal
- Helen Caldicott Leadership Award
- Homer Award - 1997 - Contact
- 雨果奖 - 1981 - Cosmos
- American Humanist Association: Humanist of the Year - 1981
- In Praise of Reason Award - 1987 - Committee for the Scientific Investigation of Claims of the Paranormal
- Isaac Asimov Award - 1994 - Committee for the Scientific Investigation of Claims of the Paranormal
- John F. Kennedy Astronautics Award - 美國天文學會
- John W. Campbell Memorial Award - 1974 - The Cosmic Connection
- Klumpke-Roberts Award of the Astronomical Society of the Pacific - 1974
- Konstantin Tsiolkovsky Medal - awarded by the Soviet Cosmonauts Federation
- Locus Award 1986 - Contact（novel）
- Lowell Thomas Award - Explorers Club - 75th Anniversary
- Masursky Award - 美國天文學會
- Peabody Award - 1980 - PBS series Cosmos
- Public Welfare Medal - 1994 - National Academy of Sciences
- 普利策非小说类作品奖 - 1978 - The Dragons of Eden
- The San Francisco Chronicle Award - 1998 - Contact（film）
- Carl Sagan Memorial Award - Named in his honor
- "最偉大的美國人第99名" ：探索頻道於2005-06-05公布

## 有关书籍和媒体
- Appelle, Stuart: "Ufology and Academia: The UFO Phenomenon as a Scholarly Discipline"（pages 7–30 in UFOs and Abductions: Challenging the Borders of Knowledge, David M. Jacobs, editor; University Press of Kansas, 2000; ISBN）
- Clark, Jeromne: The UFO Book（1998）
- Sagan, Carl and Jonathon Norton Leonard and editors of Life, Planets. Time, Inc., 1966
- Sagan, Carl and I.S. Shklovskii, Intelligent Life in the Universe. Random House, 1966
- Sagan, Carl, Communication with Extraterrestrial Intelligence. MIT Press, 1973
- Sagan, Carl, et. al. Mars and the Mind of Man. Harper & Row, 1973
- Sagan, Carl, Other Worlds. Bantam Books, 1975
- Sagan, Carl, et. al. Murmurs of Earth: The Voyager Interstellar Record. Random House, 1977
- Sagan, Carl et. al. The Nuclear Winter: The World After Nuclear War. Sidgwick & Jackson, 1985
- Sagan, Carl, Contact（novel）. Simon and Schuster, 1985; Reissued August 1997 by Doubleday Books, ISBN 978-1-56865-424-9, 352 pgs
- Sagan, Carl and Richard Turco, A Path Where No Man Thought: Nuclear Winter and the End of the Arms Race. Random House, 1990
- Sagan, Carl, The Dragons of Eden|The Dragons of Eden: Speculations on the Evolution of Human Intelligence. Ballantine Books, December 1989, ISBN 978-0-345-34629-2, 288 pgs
- Sagan, Carl, Broca's Brain: Reflections on the Romance of Science. Ballantine Books, October 1993, ISBN 978-0-345-33689-7, 416 pgs
- Sagan, Carl and Ann Druyan, Shadows of Forgotten Ancestors: A Search for Who We Are. Ballantine Books, October 1993, ISBN 978-0-345-38472-0, 528 pgs
- Sagan, Carl, Pale Blue Dot: A Vision of the Human Future in Space. Random House, November 1994, ISBN 978-0-679-43841-0, 429 pgs
- Sagan, Carl and Ann Druyan, Comet. Ballantine Books, February 1997, ISBN 978-0-345-41222-5, 496 pgs
- Sagan, Carl and Ann Druyan, Billions & Billions: Thoughts on Life and Death at the End of the Millennium. Ballantine Books, June 1998, ISBN 978-0-345-37918-4, 320 pgs
- Sagan, Carl, The Demon-Haunted World: Science as a Candle in the Dark. Ballantine Books, March 1997, ISBN 978-0-345-40946-1, 480 pgs
- Sagan, Carl and Jerome Agel, Cosmic Connection: An Extraterrestrial Perspective. Cambridge University Press, January 15, 2000, ISBN 978-0-521-78303-3, 301 pgs
- Sagan, Carl, Cosmos: A Personal Voyage. Random House, May 7, 2002, ISBN 978-0-375-50832-5, 384 pgs
- Westrum, Ron, "Limited Access: Six Natural Scientists and the UFO Phenomenon"（pages 30–55 in Jacobs）
- Zemeckis, Robert, Contact（film）. Warner Studios, 1997, IMDB （页面存档备份，存于）
- Davidson, Keay, Carl Sagan: A Life. John Wiley & Sons, August 31, 2000, ISBN 978-0-471-39536-2, 560 pgs
- Head, Tom (editor), Conversations with Carl Sagan. University Press of Mississippi, 2005, ISBN 978-1-57806-736-7, 170 pgs